# Lycaena laetifica
Lycaena laetifica är en fjärilsart som beskrevs av Rudolf Püngeler 1898. Lycaena laetifica ingår i släktet Lycaena och familjen juvelvingar. Inga underarter finns listade i Catalogue of Life.